# Den lilla tygkaninen
Den lilla tygkaninen (engelska: The Velveteen Rabbit) är en amerikansk delvis animerad familje- och dramafilm som hade premiär på Apple TV+ den 22 november 2023. Filmen är regisserad av Jennifer Perrott och Rick Thiele, efter ett manus skrivet av Tom Bidwell och Margery Williams baserat på Williams bok med samma namn.

## Handling
Filmen kretsar kring den lilla pojken William som en liten tygkanin i julklapp. Kaninens högsta önskan är att bli en riktig kanin av kött och blod. Det kan endast ske om pojken älskar honom tillräckligt mycket.

## Rollista (i urval)
- Helena Bonham Carter - den visa hästen (röst)
- Nicola Coughlan - älva (röst)
- Alex Lawther - tygkaninen (röst)
- Paterson Joseph
- Lois Chimimba
- Samantha Colley